# Laurent Clerc

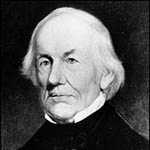
Laurent Clerc.

Louis Laurent Marie Clerc  (* 26. Dezember 1785 in Lyon; † 18. Juli 1869 in Washington, D.C., USA) war ein französischer Gehörlosenpädagoge. Er ist eine der wichtigsten historischen Figuren in der Geschichte der Gehörlosen.
Laurent Clerc konnte vielleicht von Geburt an hören, fiel jedoch als Einjähriger in eine Feuerstelle. Als Folge verlor er Gehör und Geruchssinn und behielt eine verbrannte rechte Gesichtshälfte. Das spätere Gebärdenzeichen für ihn – also sein „Name“ bei den Gehörlosen – basierte auf diesem Merkmal. Mit 12 Jahren kam Clerc als Schüler in das Nationalinstitut für gehörlose Kinder des Abbé de l’Epée in Paris, wo er nach dem Abschluss gebeten wurde, als Hilfslehrer zu bleiben.
Dort lehrte er auch den US-amerikanischen Reverend Thomas Hopkins Gallaudet die Gebärdensprache. Gallaudet trachtete danach, in den USA eine Schule für Gehörlose einzurichten und hielt sich dazu studienhalber am Pariser Nationalinstitut auf. Clerc folgte der Bitte von Gallaudet, mit ihm in die USA zurückzukehren und dort eine Schule aufzubauen. Laurent Clerc wurde nach der Einrichtung des „Connecticut Asylum for the Education and Instruction of Deaf and Dumb Persons“ (die heutige American School for the Deaf) in Hartford dessen erster Lehrer und blieb bis 1858. Er war auch für eine kurze Zeit Direktor der Pennsylvania School for the Deaf in Philadelphia. Obwohl Clerc nur ein Jahr Hilfe leisten wollte, blieb er bis zu seinem Tode 1869 in den USA.